# Ernst Heinrich Kneschke
Ernst Heinrich Kneschke (* 27. August 1798 in Zittau; † 2. Dezember 1869 in Leipzig) war ein deutscher Heraldiker, Augenarzt und Schriftsteller.

## Leben
Ernst Heinrich Kneschke war der zweite Sohn des Konrektors am Zittauer Gymnasium und Bibliothekars der Ratsbibliothek, Johann Gottfried Kneschke (1766–1825), und dessen Frau Juliana Therese, geborene Kühn († 1802).
Am 10. Mai 1817 immatrikulierte sich Kneschke in Leipzig. Nach dem Studium erwarb er am 24. September 1828 das Medizinische Baccalaureat und am 29. Oktober 1828 das Licenciat (die Lehrbefähigung). Seine Leipziger medizinische Promotion galt 1828 De hydrothorace. 1829 habilitierte er sich und hielt fortan bis zu seinem Tod im Dezember 1869 Lehrveranstaltungen ab; 1843 wurde er zum außerordentlichen Professor der Augenheilkunde ernannt.
Kneschke beschäftigte sich nebenberuflich mit Geschichte und Genealogie und wurde vor allem durch das von ihm herausgegebene neunbändige Neue allgemeine deutsche Adels-Lexicon (Leipzig 1859–1870) bekannt, das ein wichtiges genealogisches Hilfsmittel ist und mehrere Nachdrucke erlebte. Anlässlich seines Todes würdigte ihn die Leipziger Universität als „einst hochgeschätzte[n] Augenarzt, der sich später mehr encylopädischer und litterarischer Tätigkeit zugewandt“ habe.
Kneschke war aktiv an der Gründung und der Arbeit des Vereins für die Geschichte Leipzigs beteiligt.
In der Handschriftenabteilung der Universitätsbibliothek Leipzig finden sich in verschiedenen Nachlässen Schreiben Kneschkes.

## Familie
Kneschke war seit 5. Januar 1829 in Dresden mit Augusta Charlotta Kneschke (* 11. August 1801; † 10. Juli 1856) verheiratet, einer Tochter von Christian August Pescheck (* 29. Dezember 1760 in Zittau, † 29. September 1833 in Dresden) und Christiane Caroline Pescheck geb. Kley, mit welcher er seit 27. Mai 1793 in zweiter Ehe verheiratet war.
Drei Kinder gingen aus der Ehe hervor: Thekla Therese Kneschke (* 25. Dezember 1830), Theodor Gustav Kneschke (* 10. Juli 1832), Stud. Jura, 1866 Polizei-Kommissar in Leipzig, und Julius Emil Kneschke (* 4. November 1835).

## Werke (Auswahl)
- Deutsche Grafen-Haeuser der Gegenwart in heraldischer, historischer und genealogischer Beziehung.
  - Band 1: A–K. T.O. Weigel, Leipzig 1852 (Volltext)
  - Band 2: L–Z. T.O. Weigel, Leipzig 1853 (Volltext)
  - Band 3: A–Z. T.O. Weigel, Leipzig 1854 (Volltext)
- Die Wappen der deutschen freiherrlichen und adeligen Familien in genauer, vollständiger und allgemein verständlicher Beschreibung. Mit geschichtlichen und urkundlichen Nachweisen.
  - Band 1. T.O. Weigel, Leipzig 1855 (Volltext).
  - Band 2. T.O. Weigel, Leipzig 1855 (Volltext).
  - Band 3. T.O. Weigel, Leipzig 1856 (Volltext).
  - Band 4. T.O. Weigel, Leipzig 1857 (Volltext).
- (Hrsg.): Neues allgemeines Deutsches Adels-Lexicon. Neun Bände. Friedrich Voigt, Leipzig 1859–1870.